# Bonjour sourire
Pour plus de détails, voir Fiche technique et Distribution.
Bonjour sourire est un film français réalisé par Claude Sautet. Il s'agit de son premier film, sorti en 1956.

## Synopsis
Le petit royaume de Monte-Marino est en émoi : la morosité de l'héritière du trône, la princesse Aline, en est la cause. Le premier ministre aimerait bien la voir sourire, ce qui favoriserait ses avances auprès d'elle et lui permettrait d'envisager la couronne. En dépit de tous les subterfuges, Aline ne se déride pas. Il faudra que quatre fantaisistes parisiens, Jimmy Gaillard, Annie Cordy, Henri Salvador et Christian Duvaleix, se liguent pour qu'un sourire revienne sur le visage de la princesse. Mais les fantaisistes découvrent la raison de la tristesse de la princesse, un mariage auquel on veut la contraindre...

## Fiche technique
- Autre titre connu : Sourire aux lèvres (en Belgique)
- Réalisation : Claude Sautet (première réalisation)
- Assistant réalisateur : Régis Forissier[1]
- Superviseur : Robert Dhéry
- Scénario : Original de Pierre Tarcali
- Adaptation : Yves Robert, Pierre Tarcali
- Dialogues : Jean Marsan
- Photographie : Léonce-Henri Burel
- Opérateur : Henri Raichi
- Musique : Jean Constantin
- Musique de fond : Pierre Guillermin (Éditions Jacques Hélian)
- Décors : Georges Lévy
- Montage : Yvonne Martin, assistée de Janine Oudoul
- Son : René-Christian Forget, assisté de Maillet et Clarens
- Tournage : du 25 juillet au 25 août 1955
- Chef de production : Robert Tarcali, Pierre Tarcali
- Directeur de production : Georges Tarcali
- Secrétaire de production : Raymond Devise
- Photographe de plateau : Jean Gluck
- Production : Vox Films (France)
- Distribution : Sirius
- Format : Noir et blanc - 1,37:1 - 35 mm - Son mono
- Pays :  France
- Durée : 90 min
- Genre : Comédie
- Première présentation : 
  - France  - 13 juin 1956
- Visa d'exploitation : 17044
- Affiche : Constantin Belinsky (France)

## Lieu de tournage
Le film a été tourné au Parc de Bagatelle.

## Conditions de tournage
En 1955, Claude Sautet est engagé comme assistant réalisateur et entame les préparatifs de la comédie Bonjour sourire que doit réaliser Robert Dhéry. Mais, juste avant le tournage, Dhéry se désiste et quitte le projet. Pris de court, les producteurs demandent à Sautet, au fait de tous les détails de la production, de se charger de la réalisation, ce qu'il accepte pour les tirer d'embarras. Dans la conception de Dhéry, Bonjour sourire est une comédie prétexte pour réunir des célébrités de ses amis : Henri Salvador, Annie Cordy, Louis de Funès ou Jean Carmet. Sautet, s'en tenant strictement aux directions fixées par son prédécesseur, n'a d'autre souci que de mener le projet à bien. Il refuse même d'être crédité comme scénariste bien qu'il ait retouché quelques scènes pour assurer plus de cohérence à l'ensemble. Ainsi, tout en soulignant qu'il s'agissait d'une tâche due aux circonstances, Sautet ne reconnaîtra-t-il jamais Bonjour sourire comme son premier long métrage personnel, et voyait plutôt en Classe tous risques (1960) son véritable premier film.

## Distribution
- Henri Salvador : lui-même
- Annie Cordy : elle-même
- Jimmy Gaillard : lui-même
- Christian Duvaleix : lui-même
- Olga Thorel : la princesse Aline, Marguerite, Sophie
- Marcel Lupovici : le chevalier Anatole d'Erceny, premier ministre
- Louis de Funès : M. Bonoeil, le secrétaire du premier ministre
- André Philipp : Antoine XIV, roi de Monte-Marino
- Darry Cowl : le médecin de la cour, du royaume et ministre de la santé
- Jean Carmet : Jean Courtebride
- Lisette Lebon : Rosette, la soubrette
- Harry Max : Double Note, le professeur de musique
- Bernard Musson : le majordome
- Pierre Duncan : un complice de Bonoeil
- Eugène Stuber : le concierge du théâtre
- Pierre Repp : le maire qui procède au mariage
- Louis Massy : le ministre des affaires étrangères
- René-Louis Lafforgue : le couturier de la cour
- Pierre Larquey : lui-même par la voix, lançant le message à la radio
- Philippe Olive
- Michel Dancourt